# Асен Стоянов
Асен С. Стоянов е български политик от БКП, кмет на Дупница.

## Биография
Асен Стоянов е роден през 1911 година в Дупница. Член е на БКП и от 1960 година е кмет на Дупница. За време на управлението му е завършен цехът на „Винпром“, третия етаж от болница, подстанция „Марек“, тютюневият техникум. Продължава работата по строежа на нова поща и се дава начало на строежите на парк „Рила“ и хотел „Рила“. Мандатът му изтича през 1966 година. Асен Стоянов умира през 2002 година.